# Giuseppe Ghedina
Giuseppe Ghedina, född 25 oktober 1898 i Cortina d'Ampezzo i Veneto, död där 27 september 1986, var en italiensk längdskidåkare som tävlade under 1920-talet.
Vid olympiska vinterspelen i Chamonix deltog Giuseppe Ghedina och kom på tionde plats på femmilen.